# Tutti in scena con Melody
Tutti in scena con Melody (Maxie's World) è una serie animata statunitense in 32 episodi prodotta da DiC Entertainment. In Italia è stata trasmessa in prima TV su Canale 5 nel 1992.
La sigla italiana è stata scritta da Alessandra Valeri Manera, composta da Ninni Carucci ed è cantata da Cristina D'Avena.

## Trama
La serie si svolge nell'immaginaria cittadina balneare di "Surfside" e segue le avventure dell'adolescente Melody (Maxie) e della sua cerchia di amici. Melody frequenta la Surfside High School, dove è una popolare studentessa di serie A, cheerleader e surfista, mentre dopo la scuola è conduttrice e reporter investigativa del suo omonimo talk show Melody's World. Grazie al suo lavoro di giornalista, si trova spesso a dover indagare su misteri e risolvere crimini, assicurando i colpevoli alla giustizia. Ad accompagnare Melody nelle sue avventure c'è spesso il suo fidanzato, Roby, una bella e popolare stella del football e del calcio della Surfside High.
Tra gli altri membri della cerchia di amici di Melody ci sono Ashley, Carly e Simone, mentre gli amici maschi Mushroom e Ferdie forniscono abitualmente alla serie i suoi elementi di comicità slapstick. A fornire gran parte del conflitto della serie è Jeri, che è invidiosa di Melody e viene spesso mostrata mentre manipola gli eventi per umiliare la star televisiva nel tentativo di sabotare la sua carriera e ottenere un proprio show televisivo. Oltre agli elementi comici e di mistero, la serie coglie occasionalmente l'opportunità per affrontare questioni più serie.

## Personaggi
- Melody
- Roby
- Ashley
- Simone

## Doppiaggio
| Personaggio     | Doppiatore originale | Doppiatore italiano     |
| --------------- | -------------------- | ----------------------- |
| Melody (Maxie)  | Loretta Jafelice     | Monica Ward             |
| Roby (Rob)      | Simon Reynolds       | Riccardo Niseem Onorato |
| Ashley          | Susan Roman          | Cinzia Villari          |
| Simona (Simone) | Suzanne Coy          | Anna Cesareni           |

## Episodi
| nº | Titolo originale                                      | Titolo italiano | Prima TV USA      | Prima TV Italia |
| -- | ----------------------------------------------------- | --------------- | ----------------- | --------------- |
| 1  | Date Expectations                                     |                 | 14 settembre 1987 |                 |
| 2  | Ride for Your Life                                    |                 | 15 settembre 1987 |                 |
| 3  | Wheelie Bad Dudes                                     |                 | 16 settembre 1987 |                 |
| 4  | The Not-So-Great Outdoors                             |                 | 17 settembre 1987 |                 |
| 5  | Goodbye Ghoul World                                   |                 | 18 settembre 1987 |                 |
| 6  | This Rap's for You                                    |                 | 21 settembre 1987 |                 |
| 7  | To Be or Not To Be Ferdie                             |                 | 22 settembre 1987 |                 |
| 8  | Misadventures in Babysitting                          |                 | 23 settembre 1987 |                 |
| 9  | Breaking Up Is Hard to Do                             |                 | 24 settembre 1987 |                 |
| 10 | Fat Chance                                            |                 | 25 settembre 1987 |                 |
| 11 | The Maxie Horror Picture Show                         |                 | 28 settembre 1987 |                 |
| 12 | The Phantom Artists                                   |                 | 29 settembre 1987 |                 |
| 13 | Two Guys for Every Girl                               |                 | 30 settembre 1987 |                 |
| 14 | Ashes to Ashley                                       |                 | 1º ottobre 1987   |                 |
| 15 | A Day in the Life of Rob                              |                 | 2 ottobre 1987    |                 |
| 16 | Surfside Over the Rainbow                             |                 | 5 ottobre 1987    |                 |
| 17 | Very Superstitious                                    |                 | 6 ottobre 1987    |                 |
| 18 | I Was a Teenage Council Member                        |                 | 7 ottobre 1987    |                 |
| 19 | Mushroom and Ferdie's Hysterical Historical Adventure |                 | 8 ottobre 1987    |                 |
| 20 | Pirouettes and Forward Passes                         |                 | 9 ottobre 1987    |                 |
| 21 | Friend or UFO?                                        |                 | 12 ottobre 1987   |                 |
| 22 | Photo Opportunity                                     |                 | 13 ottobre 1987   |                 |
| 23 | Do or Diary                                           |                 | 14 ottobre 1987   |                 |
| 24 | Beach Blanket Battle                                  |                 | 15 ottobre 1987   |                 |
| 25 | Teaching an Old Teacher New Tricks                    |                 | 16 ottobre 1987   |                 |
| 26 | Hero Word-Ship                                        |                 | 19 ottobre 1987   |                 |
| 27 | Dear Hunk                                             |                 | 20 ottobre 1987   |                 |
| 28 | The Slumber Party                                     |                 | 21 ottobre 1987   |                 |
| 29 | A Dog's Tale                                          |                 | 22 ottobre 1987   |                 |
| 30 | The Five Finger Discount                              |                 | 23 ottobre 1987   |                 |
| 31 | True Brit                                             |                 | 26 ottobre 1987   |                 |
| 32 | Future Schlock                                        |                 | 27 ottobre 1987   |                 |